# Leucosticte
Leucosticte is een geslacht van zangvogels uit de vinkachtigen (Fringillidae).

## Soorten
Het geslacht kent de volgende soorten:
- Leucosticte arctoa – Roze bergvink
- Leucosticte atrata – Zwarte bergvink
- Leucosticte australis – Bruinkapbergvink
- Leucosticte brandti – Brandts bergvink
- Leucosticte nemoricola – Hodgsons bergvink
- Leucosticte tephrocotis – Grijskruinbergvink